# Parafia Podwyższenia Krzyża Świętego w Widawie
Parafia pw. Podwyższenia Krzyża Świętego w Widawie – parafia rzymskokatolicka znajdująca się w archidiecezji łódzkiej, w dekanacie widawskim.
Mieści się przy ul. Rynek Kościuszki w Widawie. Parafię prowadzą księża archidiecezjalni.

## Proboszczowie
- 1417 – ? – ks. Mikołaj z Grabowa[1]
- ? – po 1434 – ks. Piotr[1]
- przed 1448 – po 1457 – ks. Mikołaj[1]
- przed 1461 – przed 7 XII 1472 – ks. Jakub Rogoziński[1]
- przed 3 III 1477 – ? – ks. Mikołaj z Przeczni[1]
- przed 1485 – ? – ks. Jakub Szczawiński[1]
- przed 1491 – po 1494 – ks. Mikołaj z Pożdzenic[2]
- ? – przed 5 V 1498 – ks. Jan[2]
- przed 1503 – około 1518 – ks. Jan Hańda[2]
- 1536–1551 – brak danych
- 1551–1587 – ks. Sebastian Widawski
- 1587–1610 – ks. Stanisław Widawski
- 1610–1612 – vacat
- 1612–1631 – ks. Marcin Starkowski
- 1631–1654 – ks. Wojciech Kwiatkowski
- 1654–1770 – brak danych
- 1770–1804 – ks. Tomasz Karasiewicz
- 1804–1810 – ks. Jan Krzysztofowicz
- 1810–1857 – ks. Jan Gawełczyk
- 1857–1858 – ks. Gabriel Krasicki
- 1858–1878 – ks. Franciszek Bukowski
- 1878–1879 – ks. Felicjan Sortyka (lub. Szortyka) – administrator, bernardyn
- 1879–1883 – ks. Zygmunt Ordon
- 1883–1895 – ks. Walenty Karkowski (ur. w 1818 r., święcenia kapłańskie – 1842 r., zm. 23 maja 1895 r., pochowany w podziemiach Kaplicy cmentarnej św. Rocha w Widawie)
- 1895–1908 – ks. Feliks Mikulski (ur. 14 lutego 1861 w Piotrkowie Trybunalskim, święcenia kapłańskie – 1883 r., zm. 4 maja 1933 we Włocławku)
- 1908–1922 – ks. Stanisław Żeromski (ur. 20 września 1869 r., święcenia kapłańskie – 1890 r., zm. 26 czerwca 1926 r. w Lututowie)
- 1922–1930 – ks. Zygmunt Wronowski
- 1930–1932 – ks. Zygmunt Gajewicz
- 1932–1935 – ks. Zygmunt Wertyński
- 1935–1940 – ks. Józef Pełczyński (ur. 17 marca 1874 r. w Koninie, zamordowany w KL Dachau 25 listopada 1941 r.)
- 5 października 1941 – 20 stycznia 1945 – Kościół zamknięty
- 1945–1946 – ks. Stanisław Bilski
- 1946–1955 – ks. Stefan Pawłowski (ur. 21 lipca 1904 r. w Warszawie, święcenia kapłańskie – 20 stycznia 1927 r., od 1948 r. honorowy kanonik Katedralnej Kapituły Łódzkiej, zm. 2 maja 1955 r., pochowany w podziemiach Kaplicy cmentarnej św. Rocha w Widawie)
- 1955–1966 – ks. Franciszek Szychowski
- 1966–1970 – ks. Henryk Wymysłowski
- 1970–1975 – ks. Mieczysław Borczuch (ur. 8 czerwca 1929 r. w Molinie[3], święcenia kapłańskie – 30 czerwca 1957 r. w Łodzi[4], mianowany proboszczem widawskim 15 stycznia 1970 r.[5], zm. 9 kwietnia 1978 r., pochowany w Kurowicach)
- 1975–1986 – ks. Jerzy Spychała (ur. 1 września 1932 r. w Wrzącej k. Łodzi, święcenia kapłańskie  15 czerwca 1958 r., od 15 grudnia 1999 r. honorowy kanonik Archikatedralnej Kapituły Łódzkiej, 22 grudnia 2007 r. mianowany Kapelanem Jego Świątobliwości tzn. prałatem, zm. 12 lutego 2020 r., pochowany w Lutomiersku)
- 1986–1987 – ks. Kazimierz Kowalski (ur. 4 marca 1932 r. w Nowym Targu[6], święcenia kapłańskie – 30 czerwca 1957 r.[7], magister prawa kanonicznego – 26 czerwca 1969 r. na Akademii Teologii Katolickiej[7], mianowany proboszczem widawskim – 15 września 1986 r.[8], zm. 13 stycznia 2013 r., pochowany w Nowym Targu[9])
- 1987–1999 – ks. Kazimierz Pacholik (ur. 25 lutego 1939 r. Czernicach[10], święcenia kapłańskie – 16 czerwca 1968 r. w Widawie[11], od 16 lutego 1996 r. honorowy kanonik Archikatedralnej Kapituły Łódzkiej, 16 marca 2005 r. mianowany Kapelanem Jego Świątobliwości tzn. prałatem)
- 1999 – 19 listopada 2008 – ks. Jan Pawlak (ur. 13 czerwca 1949 r. w Sangrodzie[12], święcenia kapłańskie – 2 czerwca 1974 r. w Łodzi[13], zm. 19 listopada 2008 r., pochowany na cmentarzu przy ul. Dąbrowskiej w Tomaszowie Mazowieckim)
- 15 grudnia 2008 – 30 czerwca 2014 – ks. Stefan Magiera (ur. 29 listopada 1962 r., święcenia kapłańskie – 25 kwietnia 1987 r., odznaczony rokietą i mantoletem – 1 grudnia 2009 r., podniesiony do godności kanonika honorowego Kapituły Łaskiej – 2 grudnia 2010 r., podniesiony do godności kanonika gremialnego Kapituły Kolegiackiej Łaskiej – 18 grudnia 2012 r., przeniesiony z dniem 1 lipca 2014 r. do parafii św. Józefa Robotnika w Konstantynowie Łódzkim)
- od 1 lipca 2014 – ks. Jarosław Leśniak (od 2 lipca 2014 r. dziekan dekanatu widawskiego)